# Pensacola (Oklahoma)
Pour les articles homonymes, voir Pensacola (homonymie).
Pensacola est une ville de l'Oklahoma, située dans le comté de Mayes, aux États-Unis. En 2010, la population de la ville était de 125 habitants.